# Halter libratus
Halter libratus är en insektsart som beskrevs av Navás 1910. Halter libratus ingår i släktet Halter och familjen Nemopteridae. Inga underarter finns listade i Catalogue of Life.